# Friedrich-Wilhelm von Chappuis
Friedrich-Wilhelm von Chappuis (13 de septiembre de 1886 - 27 de agosto de 1942) fue un general alemán en la Wehrmacht durante la II Guerra Mundial que comandó el XXXVIII Cuerpo de Ejército. 
Fue condecorado con la Cruz de Caballero de la Cruz de Hierro de la Alemania Nazi. Chappuis fue relevado de su puesto el 24 de abril de 1942 y transferido a la Führerreserve. Cometió sucidio el 27 de agosto de 1942.

## Condecoraciones
- Cruz de Caballero de la Cruz de Hierro el 15 de agosto de 1940 como Generalleutnant y comandante de la 15.ª División de Infantería[1]
- Caballero de Honor de la Orden de San Juan[2]